# 機動戦士ガンダムReon
『機動戦士ガンダムReon』（きどうせんしガンダム レオン、Mobile Suit Gundam Reon）は、アニメ作品群「ガンダムシリーズ」を題材にした松浦まさふみによる漫画作品。

## 概要
雑誌「MS SAGA」に連載され、メディアワークスより1996年2月25日に発売。その後同じくメディアワークスの電撃コミックスより2003年11月15日に再刊された。なお、『B-CLUB』に掲載された短編漫画『機動武闘伝Gガンダム「硝煙の果て」』も収録されていたが、再刊の際に削除されている。
同作者の作品『アウターガンダム』『機動戦士ガンダム ムーンクライシス』から続く、現在の宇宙世紀シリーズとは異なる独自解釈の時代設定のもとで描かれている（詳細はアウターガンダム#概要を参照）。登場するMSの主体は、νガンダムに代表される一般的にMS第四世代サイコミュ搭載型MSである。第二次ネオ・ジオン抗争より14年後の設定であり、アンチ・ファンネル・システムなどの設定も存在している。

## ストーリー
宇宙世紀0107年、ジオン戦争終結後、第2次コロニーの製造や火星におけるレアメタル産出によるゴールドラッシュにより人々は活気づいていた。
だが、活気付いた経済が生み出す豊富な資金は反連邦派の資金源となり、連邦内部でも深刻な事態が発生していた。
ルビー・ヒューゲットは民間のファートランスポートサービス社所属の若きカーゴシップ船長。両親とは既に死別しており、父が残したカーゴシップルピナスのために航海士となった。
連邦軍から依頼された新型重装型MSの輸送中、それを奪取しようと企む謎の組織「FAMAS」と戦闘になり、知らぬままに連邦軍内部の抗争に巻き込まれることとなる。

## 登場人物
以下に記載する、「登場作品」は書き加えられたシーンも含まれており、掲載および刊行された時期によっては登場しないケースも存在する。
ルビー・ヒューゲット
主人公。若い身ながら、一等航宙航海士の資格を持つ女性で、父親譲りの“幸運”を持つ（本人は半信半疑）。連邦軍からの依頼のせいで謎の組織「FAMAS」との戦闘に巻き込まれ、Reonのパイロットとして戦場に出ることとなる。前作『ムーンクライシス』にもワンシーンのみ登場。
アド・ガーンズバック
スペースパトロールに所属する、元ジオン軍人。職業柄、ルビーと交流があるようで、彼女に対する態度から家族のような関係性が窺える。自他共に認める「宇宙海賊の方が似合っている」男だが、犯罪者の多くは貧困などのっぴきならない理由から罪を犯す者も多いと持論を持ち、「1人ぐらい悪党の気持ちの解る警官がいても良い」と思ってスペースパトロールにいることをルビーに語っている。『アウターガンダム』より続く全シリーズに登場。
エファ・ガラドリアル
スペースパトロールに所属する、元ジオン軍人。ニュータイプでもある。血縁関係はないがガーンズバックを「お父さん」と呼ぶ（養子になったと明言されていない）。事件解決後、スペースパトロールの局長に就任する。『アウターガンダム』より続く全シリーズに登場。
リチャード・チェンバレン
ガーンズバック・エファ両名の所属するスペースパトロールの局長。元地球連邦軍人。ルビーの父親とは親交があった。ウェラーの要求を跳ね除けた事でステーションの司令室ごと、ガンレイドの主砲で吹き飛ばされ死亡する。妻との生活を考え、引退を考えていた矢先の死だった。『アウターガンダム』より続く全シリーズに登場。
クリフ・マクラウド
ReonのOSを開発した兵器会社U.A.Iの御曹司。アナハイム社社長の末娘（曰く、出戻りゴリラ）との縁談が決まっている。当初ルビーを軽視し、愛人契約を持ち込もうとしていたが後に見直す。物語後半、Reonの改修（後述を参照）を行う。ルビー曰く「下半身先行入力」。
前作『ムーンクライシス』にもワンシーンのみ登場している。この時は連邦からの受注品納期の交渉をしており、その最中にネオ・ジオン参加のために暇乞いを申し出た工場長に「用がすんだら帰ってこい」と伝えている。
クロイツ・ヒューゲット
元軍人でルビーの叔父にあたる人物。貨物船「ルピナス」の副長。
ダグ・ホロニッツ
カーゴシップ「ルピナス」の機関交信士。
キール・ウェラー
地球連邦軍戦略諜報部に所属、階級は大佐。本作で起きた事件の首謀者。連邦軍細菌研究所の職員だった妻セリーナの死をきっかけに反乱を計画する。前作『ムーンクライシス』より登場。
レディス・レオノフスキー
キール・ウェラーを慕ってFAMASに所属している少女。アムロ機とは異なるνガンダムを駆ってReonと対峙する。
スコット・T・グレン
兵器会社グレン工廠の御曹司。FAMASに所属、マグマックスに搭乗しReonと対峙する。思想に被れたというよりはアウトロー的な立場を楽しんでいる風で、初期の戦闘では自機の性能を自慢している。レディスが墜とされたと誤認した時には自分の行いは棚に上げた言動をしていた。
フョードル・クルムキン
地球連邦軍所属。宇宙要塞ルナツー最高司令官。ダン・クルーガーに調査を命じ、暗躍していたキール・ウェラーの反乱を見破る。前作『ムーンクライシス』より登場。
ラナフ・ギャリオット
クルムキン提督の補佐官。前作『ムーンクライシス』より登場。
ダン・クルーガー
地球連邦軍情報部の特務部隊隊長。キール・ウェラーの反乱を調査、後半にはクィン・マンサに搭乗しFAMASの鎮圧に尽力する。
R・フォード
MSのOS技術者。物語冒頭、Reonに本編の事件の鍵となる、とある重要機密データを入力して息絶える。このためにReonはFAMASに狙われ、それを運ぶルビーは争いに巻き込まれることとなった。
アレフ執事
クリフに仕える執事。奔放なクリフに手を焼きつつも、中々に茶目っ気のある好人物。
Reon
「EX-05-U レオン」に搭載された自立型汎用制御プログラム。ゼファーガンダムの流れを汲むもの（本編に明確な描写はないが、MS SAGA8巻：作者脚注より「ゼファーのOSのコピーから作られた三代目」）だが、コクピット内外でパイロットであるルビーとの会話が成立する（ゼファーは直接「言語」を発することは一度もなかった）・オペレーターの教育抜きに「敵機撃破、パイロットは生かす」ことを実現させる（ルビーとのコミュニケーションから学習したと思われる）など、その能力は飛躍的に上昇している。
物語のラストではルビーの「火器管制じゃなかったら、また会いたい」に「“私”もそれを望みます」と返している。

## 登場兵器

### オリジナル
EX-05-U レオン（ゼファーファントムシステム Mk.2 Ver 5.7 自律型汎用制御プログラム搭載機）
レオン =Reonは Robotic Environment Operating-sys Nucleus の頭文字から
ゼファーガンダムの流れを継ぐ無人運用可能なOSを持つガンダムタイプのMS。過去のファントムシステムの暴走事故の経緯から、火器管制にパイロットが必要となり、ルビーがパイロットを務めた（ゼファーガンダムの特徴の一つであった「マンポイント（パイロットが搭乗するゆえの機体性能の限界）を超える機動性」はスポイルされたと言える）。ある重要機密データをインプットされており、そのことから反地球連邦組織FAMASにつけ狙われることとなる。基本性能は当時、最新鋭機であるが武装はビームガンとビームサーベル（従来のMSよりもリーチが長い）のみ。物語後半に頭部にハイメガキャノン、ビームサーベルと一体型のビームガン、アンチファンネルシステムなどを追加装備する。なお物語では「ガンダムReon」とは呼ばれることは無かった。
マグマックス
FAMASに所属するMS。ビームサーベルやビームライフルなどの標準的な武装に加え、宇宙機雷型のプラズマリーダーを装備し機体を破壊する力よりもパイロットを傷つけ、死に至らしめる「殺傷力」に優れる。装甲強度でReonに勝るが、νガンダム撃破後に最後の勝負をしてハイメガキャノンを受けて大破する。ただし、ハイメガキャノンのパワーはΖΖガンダムの物ほどではなかったため、パイロットのグレンは無事だった。
貨物船ルピナス
ルビーが船長を務める宇宙輸送船。老朽化が進んでいることがクルー達の悩みの種となっている。
ガンドレイ
FAMASに強奪された連邦軍の最新式電子戦戦艦。高い電子戦能力に加え、高出力のビーム主砲を持つ。

### 地球連邦軍
νガンダム（レプリカ機）
FAMASに強奪された宇宙世紀0107年時点での連邦軍最強のMS（劇中ではアッパーバージョンとの指摘もある）。フィン・ファンネルを12基装備。カラーリングはアムロ機と異なり、フェイスマスクもオリジナルである。当初はReonを圧倒していたが、後半はアンチファンネルシステムを装備したReonにフィン・ファンネルを無効化され、基本性能勝負に持ち込まれ破壊される。
クィン・マンサ
ルナIIに保存されていた、旧ネオ・ジオンのニュータイプ専用大型MS。ダン・クルーガーが乗り込んだ。
アンテナ基部に連邦軍マークがあるが、劇中の会話から第一次ネオ・ジオン抗争終結後に連邦軍が回収し修復したオリジナル機と思われる。